# Пантун
Пантун (также пантум, индон. pantun; джави ڤنتون) — традиционный фольклорный жанр малайской (позднее индонезийской) поэзии, сложившийся ещё в Средние века. Поначалу представлял собой одно из проявлений устного народного творчества малайских народов, создаваясь анонимно в народной среде и передаваясь из поколения в поколение. К ним относятся пантуны, шаиры, гуриндамы и различные их вариации. После становления литературной формы общеиндонезийского языка, пантуны стал неотъемлемой частью новой индонезийской литературы. Пантуны описывают все сферы жизни человека, а потому популярны в Индонезии. В XIX веке с формой пантуна начали экспериментировать западные писатели — первым, по-видимому, был Виктор Гюго в сборнике «Ориенталии» (фр. Les Orientales, 1829), за ним последовали Теодор де Банвиль, Леконт де Лиль и другие. В 2020 включён в список ЮНЕСКО нематериального всемирного культурного наследия

## Структура
Пантум состоит из катренов, в которых вторая и четвёртая строка предыдущего повторяются в первой и третьей последующего. Исключение составляет лишь последнее четверостишие. В нём последняя строка повторяет первый стих текста, третья и первая — вторую и четвертую предпоследнего катрена, а первая — последнюю строчку первого четверостишия. Самый распространённый тип пантума — из четырёх катренов.

## Характеристика
С одной стороны пантуны очень просты и универсальны, отражают все случаи жизни, и этим они напоминают восточнославянские частушки. Но обилие экзотизмов (в глазах русскоязычных читателей) делает их необычными и заманчивыми. Пантунам также присущи внутренняя аллегория, метонимия, тонкий символизм и лиричность. Этим они напоминают японские хайку. При этом в пантуне ясно прослеживается рифма, так как гласные звуки индонезийского языка (как и русского) не имеют различий по тональности и долготе/краткости. Классический народный пантун — миниатюрная поэтическая форма, по структуре представляющих собой четверостишье с перекрестной рифмовкой, распадающееся на два двустишия, которые обычно не имеют друг с другом прямой логической связи, но соединены по принципу звукового и, что самое главное, образно-символического параллелизма (как и хайку). Более сложные формы пантунов — так называемый «прошитый пантун» (пантун-берикат). В сложных формах пантуна важен особый ритм, идущий по принципу четыре шага вперёд — два назад. Изучением пантунов в Малайзии занимался Харун Мат Пиах, составивший книгу пантунов в серии «Шедевры малайской литературы».

## Влияние на русскую литературу
Пантуны впервые привлекли себе внимание поэтов серебряного века, оказав на их творчество заметное влияние. Валерий Брюсов, Аделина Адалис и Николай Гумилёв в своё время увлекались пантунами, черпая из них вдохновение. Вячеслав Иванов и Елена Сырейщикова даже пытались усовершенствовать классическую форму.. Из современных российских поэтов интерес к пантунам проявляла Светлана Горшунова (1974—2001).
В. Брюсов
МАЛАЙСКИЕ ПЕСНИ
Белы волны на побережьи моря,

Днем и в полночь они шумят.

Белых цветов в поле много,

Лишь на один из них мои глаза глядят.
Глубже воды в часы прилива.

Смелых сглотнет их алчная пасть …

Глубже в душе тоска о милой,

Ни днем, ни в полночь мне её не ласкать.
На небе месяц белый и круглый,

И море от месяца пляшет пьяно.

Лицо твое — месяц, алы — твои губы,

В груди моей сердце пляшет пьяно.
Ветер качает, надышавшийся чампаком,

Фиги, бананы, панданы, кокосы;

Ведут невесту подруги с лампами,

У неё руки в запястьях, у неё с лентами косы.
Рисовое поле бело под месяцем;

Черны и красны, шныряют летучие мыши.

С новобрачной мужу на циновке весело,

Целует в спину, обнимает подмышки.
Утром уходят тигры в заросли,

Утром змеи прячутся в норы.

Утром меня солнце опалит без жалости,

Уйду искать тени на высокие горы.

## Образцы пантунов[4]
Malam ini merendang djagung.

Malam esuk merendang djelai.

Malam ini kita berkampung,

Malam esuk kita betjerai.
Перевод.
Сегодня мы жарим клубни ямса,

А завтра будем жарить пшеницу.

Сегодня в деревне мы остаемся,

А завтра придется нам проститься.
Permata djatuh dirumput,

Djatuh dirumput, gilang.

Kasih umpana embum rumput,

Datang matahari, hilang.
Перевод.
В траву уронили алмаз гранёный,

Упал он и затерялся где-то.

Любовь — что росинка в траве,

Солнце взойдет — и росинки нету.
Tjitjak di kemiri

Ular naga naik pandan.

Tjum pipi kiri,

Boleh balik pipi kanan.
Перевод.
На кемири взобрался геккон,

На панданус — дракон одноглавый.

Поцелуй меня в левую щеку,

Я тогда повернусь к тебе правой.
На ранней заре душистый жасмин

Я собирала в сосуд золотой;

Вставай поскорее, о господин, -

Солнце сияет над головой.